# Poveda de las Cintas
Poveda de las Cintas es un municipio y localidad española de la provincia de Salamanca, en la comunidad autónoma de Castilla y León. Se integra dentro de la comarca de la Tierra de Peñaranda y la subcomarca de Las Guareñas. Pertenece al partido judicial de Peñaranda.
Su término municipal está formado por un solo núcleo de población, ocupa una superficie total de 23,74 km² y según los datos demográficos recogidos en el padrón municipal elaborado por el INE en el año 2017, cuenta con una población de 234 habitantes.

## Historia

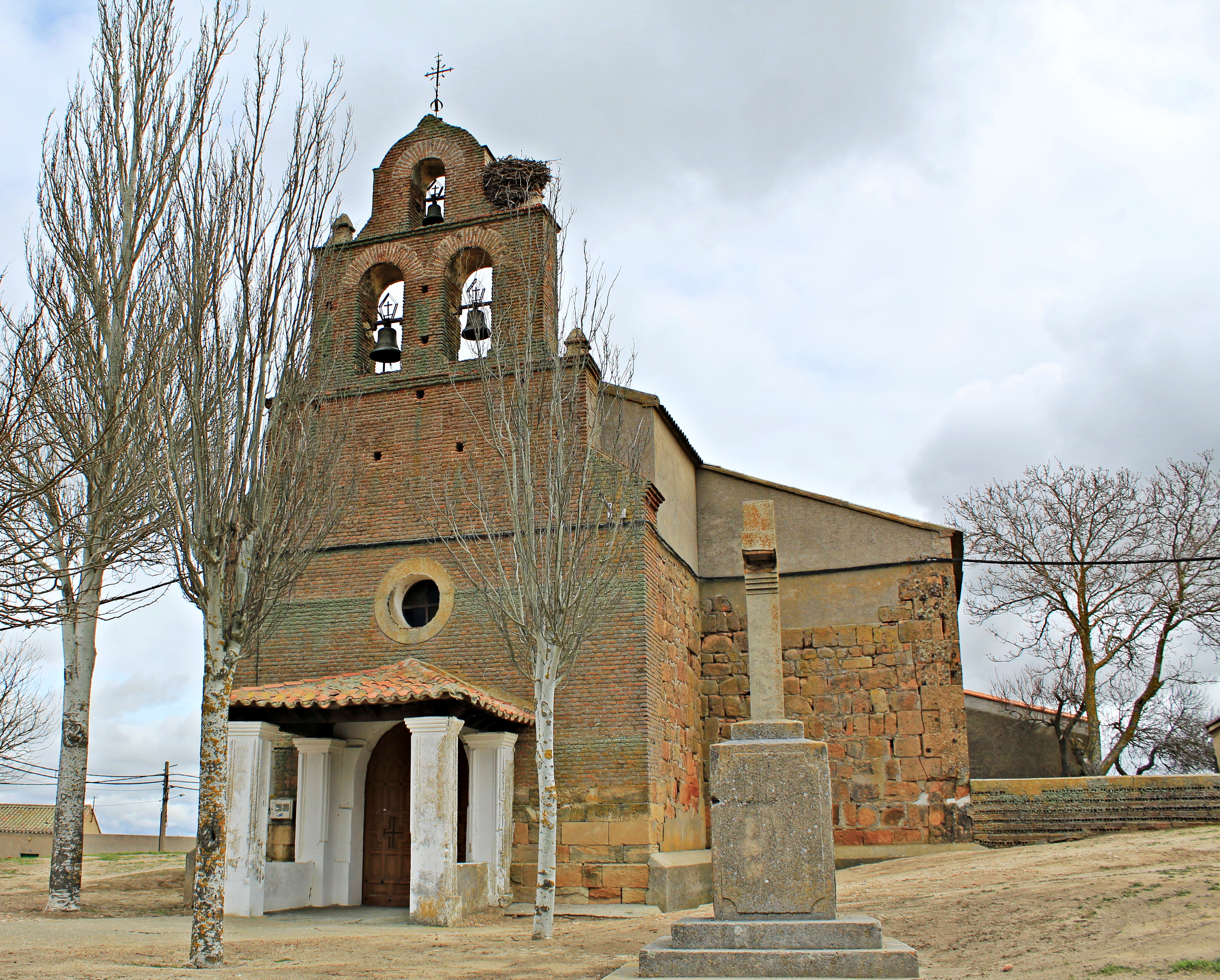
Iglesia parroquial de Nuestra Señora del Rosario.

Su fundación se remonta a la repoblación efectuada por los reyes de León en la Edad Media, quedando integrado en el cuarto de Villoria de la jurisdicción de Salamanca, dentro del Reino de León. Con la creación de las actuales provincias en 1833, Poveda de las Cintas quedó encuadrado en la provincia de Salamanca, dentro de la Región Leonesa.
A mediados del siglo XIX, el lugar contaba con una población censada de 158 habitantes. La localidad aparece descrita en el decimotercer volumen del Diccionario geográfico-estadístico-histórico de España y sus posesiones de Ultramar de Pascual Madoz de la siguiente manera:

POVEDA DE LAS CINTAS: l. con ayunt. en la prov. y dióc. de Salamanca (6 leg.), part. jud. de Peñaranda de Bracamonte (4), aud. terr. de Valladolid (15) y c. g. de Castilla la Vieja. sit. en una altura en la márg. izq. del r. Guareña; el clima aunque templado es desigual, siendo las calenturas y fiebres gástricas las enfermedades mas comunes. Se compone de 42 casas de mala construccion, entre ellas la del ayunt., en cuyo local está la cárcel: una escuela de instruccion primaria concurrida por un corto número de niños; igl. parr. (Ntra. Sra. del Castillo) servida por un ecónomo, siendo el curato de segundo ascenso; una fuente no muy distante de la pobl., de cuyas aguas de mala calidad por su crudeza se surten los vec., y un cementerio que en nada perjudica á la salud pública. Confina el térm. por el N. con el de Villaflores; E. Palacios Rubios; S. Riolobos, y O. Revilla; pasa por él el precitado r. Guareña, cuyas aguas se aprovechan en el riego de algunos prados. El terreno es de secano y de mediana calidad, y hay en él un prado con yerbas de pasto para los ganados. Los caminos conducen á los pueblos limítrofes, hallándose en mediano estado. El correo se recibe en Peñaranda á cuyo punto se va á buscar. prod.: trigo, cebada, centeno, algarrobas, garbanzos, muelas, guisantes y avena; hay ganado lanar y vacuno y caza de liebres, conejos, perdices y varios pájaros. pobl.: 33 vec., 158 alm. riqueza prod.: 725,050 rs. imp.: 32,239. El presupuesto municipal asciende á 1,629 rs. los que se cubren con los fondos de propios y el déficit por reparto vecinal.
(Madoz, 1849, p. 182)

## Geografía humana

### Demografía
Cuenta con una población de 194 habitantes (INE 2024).
| Gráfica de evolución demográfica de Poveda de las Cintas entre 1842 y 2021                                            |
| |
| Población de derecho según los censos de población del INE. Población de hecho según los censos de población del INE. |

## Administración y política
| Partido político                         | 2019  | 2019  | 2019       | 2015  | 2015  | 2015       | 2011  | 2011  | 2011       | 2007  | 2007  | 2007       | 2003  | 2003  | 2003       |
| Partido político                         | %     | Votos | Concejales | %     | Votos | Concejales | %     | Votos | Concejales | %     | Votos | Concejales | %     | Votos | Concejales |
| Ciudadanos (Cs)                          | 45,78 | 76    | 3          | —     | —     | —          | —     | —     | —          | —     | —     | —          | —     | —     | —          |
| Partido Popular (PP)                     | 44,58 | 74    | 2          | 33,54 | 54    | 2          | 61,05 | 116   | 4          | 48,34 | 102   | 4          | 44,77 | 107   | 4          |
| Partido Socialista Obrero Español (PSOE) | 6,02  | 10    | 0          | 48,45 | 78    | 3          | 37,89 | 72    | 3          | 47,87 | 101   | 3          | 18,41 | 44    | 1          |

## Patrimonio
- Iglesia de Nuestra Señora del Rosario.